# ۱۰۰۳ (خورشیدی)
۱۰۰۳ هزار و سومین سال هجری خورشیدی است.